# Lee Boon Yang
Lee Boon Yang (chinesisch 李李, Pinyin Lǐ Wén Xiàn, Pe̍h-ōe-jī Lí Bûn-hiàn; geboren am 1. Oktober 1947) ist ein Geschäftsmann aus Singapur und ehemaliger Politiker und Tierarzt. Er ist der derzeitige Vorsitzende der Keppel Corporation und der Singapore Press Holdings. Lee war von Juli 1991 bis April 2009 im Kabinett von Singapur in verschiedenen Funktionen tätig, unter anderem als Verteidigungsminister, Arbeitsminister und Minister für Information, Kommunikation und Kunst. Von 1984 bis 2011 war er auch Parlamentsabgeordneter der Regierungspartei Jalan Besar (PAP). Er verließ die Politik 2011.

## Biografie

### Familie und Ausbildung
Lee erhielt ein Colombo-Plan-Stipendium und studierte Tiermedizin an der University of Queensland (UQ). Er schloss sein Studium 1971 mit einem Bachelor of Veterinary Science ab. 2015 wurde ihm von der UQ die Ehrendoktorwürde verliehen. Er ist der jüngere Bruder von Lee Boon Wang, einem Landschaftsmaler und Lee Boon Ngan, der den Maler Chua Mia Tee geheiratet hat.
Er ist mit Yam Mee Mee verheiratet und hat eine Tochter.

### Beruf
Lee begann seine Karriere als Tierarzt. Von 1972 bis 1981 war er als Forschungs- und Entwicklungsbeauftragter in der Primärproduktionsabteilung der Regierung von Singapur tätig. Von 1981 bis 1984 war Dr. Lee beim US Feed Grains Council als stellvertretender Regionaldirektor und später als Senior Project Manager für Primary Industries Enterprise tätig.

### Politik
Lee wurde 1984 erstmals in das Parlament von Singapur gewählt. Er wurde 1985 zum Parlamentarischen Sekretär ernannt und bekleidete Positionen im Umweltministerium, im Ministerium für Kommunikation und Information, im Finanzministerium und im Innenministerium.
Lee wurde 1991 als Minister im Amt des Premierministers in das Kabinett aufgenommen. Er wurde 1992 zum Arbeitsminister ernannt (die Rolle wurde 1998 in Arbeitsminister umbenannt) und hatte dieses Amt bis 2003 inne. Von 1994 bis 1995 war er gleichzeitig Verteidigungsminister. Er wurde 2003 Minister für Information, Kommunikation und Kunst und war dort bis 2009 tätig.
Lee zog sich am 1. April 2009 aus dem Kabinett zurück. Er blieb bis zu seinem Ausscheiden aus der Politik im Jahr 2011 Mitglied des Parlaments der Jalan Besar Group Representation Constituency (GRC).
Er wurde 2009 zum Vorstandsvorsitzenden der Keppel Corporation ernannt, nachdem er seine Kabinettsposition verlassen hatte. Er ist auch Vorsitzender der Singapore Press Holdings, die seit dem 23. Juni 2011 den bisherigen Präsidenten Tony Tan ablösen.